# WTA de Jiujiang
O WTA de Jiujiang – ou Jiangxi Open, atualmente – é um torneio de tênis profissional feminino, de nível WTA 250.
Realizado em Jiujiang, no sudeste da China, estreou em 2024. Os jogos são disputados em quadras duras durante o mês de outubro. Substituiu Nanchang, mantendo o nome comercial.

## Finais

### Simples
| Ano  | Campeã            | Vice-campeã      | Resultado |
| ---- | ----------------- | ---------------- | --------- |
| 2024 | Viktorija Golubic | Rebecca Šramková | 6–3, 7–5  |

### Duplas
| Ano  | Campeãs                   | Vice-campeãs                  | Resultado |
| ---- | ------------------------- | ----------------------------- | --------- |
| 2024 | Guo Hanyu Moyuka Uchijima | Katarzyna Piter Fanny Stollár | 7–65, 7–5 |